# Ermächtigungsgesetz vom 24. März 1933

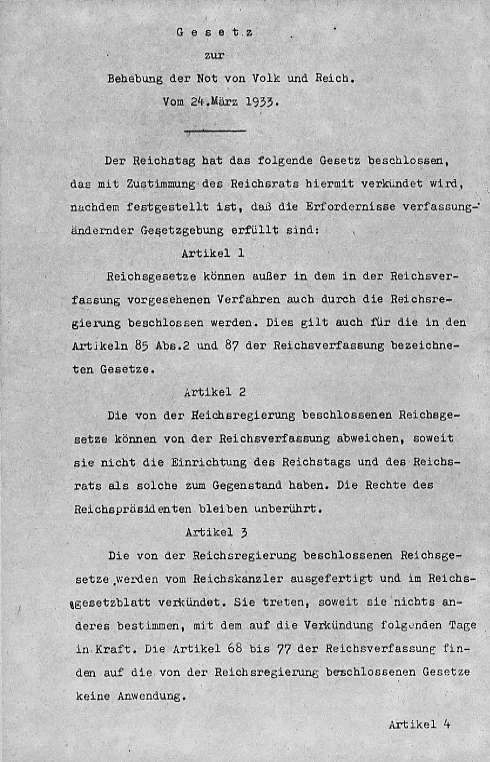
Gesetzestext (Blatt 1)

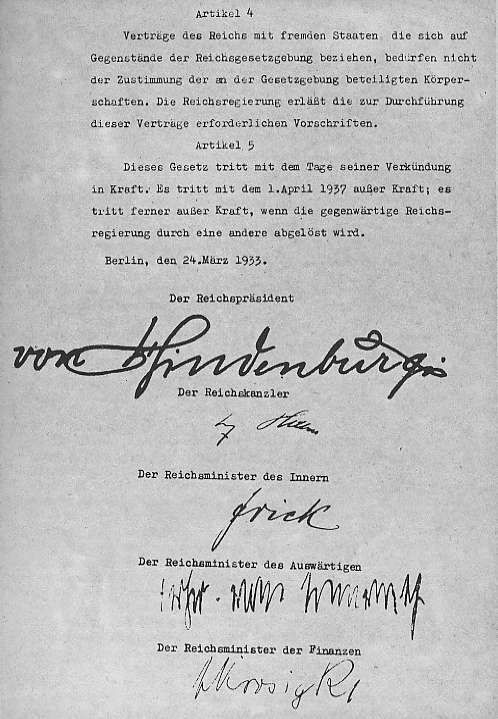
Gesetzestext (Blatt 2)

Mit dem Ermächtigungsgesetz vom 24. März 1933 (offiziell: Gesetz zur Behebung der Not von Volk und Reich, RGBl. I S. 141) übertrug der Deutsche Reichstag die gesetzgebende Gewalt de facto vollständig auf die neue Reichsregierung unter Adolf Hitler. Sie hob damit die für eine demokratische Staatsordnung konstituierende Gewaltenteilung auf. Hitlers Absicht war es, den Reichstag auszuschalten und die Verfassung außer Kraft zu setzen. Dieses Ermächtigungsgesetz bildete zusammen mit der Verordnung des Reichspräsidenten vom 4. Februar und der Reichstagsbrandverordnung vom 28. Februar 1933 die Grundlage für die Errichtung der nationalsozialistischen Diktatur. Das Gesetz wurde am 23. März beschlossen und tags darauf verkündet.
Von früheren Ermächtigungsgesetzen in der Weimarer Republik unterschied sich das Gesetz von 1933 in entscheidenden Punkten:
- Hitlers Regierung sollte nach seinem Ermächtigungsgesetz nicht nur Verordnungen, sondern auch Gesetze verabschieden und Verträge mit dem Ausland schließen können.
- So beschlossene Gesetze konnten von der Verfassung abweichen.
- Die Regelung war inhaltlich nicht beschränkt und sollte vier Jahre gültig sein.
- Weder ein Reichstagsausschuss noch der Reichsrat konnten Kontrolle ausüben, zum Beispiel wenigstens nachträglich eine Aufhebung fordern.

Ein weiterer Unterschied bestand in der parlamentarischen Situation: Im Gegensatz zum Minderheitskabinett Marx hatte die Koalition aus NSDAP und DNVP seit den Wahlen vom 5. März 1933 eine absolute Mehrheit im Reichstag.
Weil es absehbar war, dass die Abgeordneten der SPD dem Gesetz nicht zustimmen würden und die Abgeordneten der KPD wegen Flucht oder Verhaftung nicht erscheinen konnten, war die für ein verfassungsänderndes Gesetz nötige Zweidrittelmehrheit gefährdet. Daher änderten zunächst die Abgeordneten aller Parteien außer der SPD unter den Augen illegal anwesender bewaffneter und uniformierter SA- und SS-Angehöriger die Geschäftsordnung des Reichstags, wonach unentschuldigt fehlende Abgeordnete formal als „anwesend“ galten, bevor sie im Reichstag zur Abstimmung über das Ermächtigungsgesetz schritten. Für das Erreichen der Zweidrittelmehrheit zur Annahme des Gesetzes waren wegen der Gegenstimmen der SPD die Stimmen der Zentrumspartei ausschlaggebend.

## Vorgeschichte
- KPD: 81
- SPD: 120
- DStP: 5
- DBP: 2
- Z: 73
- BVP: 19
- DVP: 2
- CSVD: 4
- LB: 1
- KSWR: 52
- NSDAP: 288

### Präzedenzfälle in der Weimarer Republik
Bereits in den 1920er Jahren hatten demokratische Regierungen der Weimarer Republik Ermächtigungsgesetze erlassen. Insbesondere diejenigen, die unter den Reichskanzlern Gustav Stresemann und Wilhelm Marx beschlossen wurden, waren Präzedenzfälle für den Verfassungsbruch. Die Weimarer Verfassung verbot so genannte verfassungsdurchbrechende Ermächtigungsgesetze nicht ausdrücklich. In der Praxis wurden sie als akzeptabel angesehen, wenn sie mit derselben qualifizierten Mehrheit angenommen wurden, mit der man die Verfassung ändern konnte, also mit einer Zweidrittelmehrheit in Reichstag und Reichsrat.

### Parlamentarische Situation und Kräfteverhältnisse im Reichstag
Hitler war bei der Machtergreifung am 30. Januar 1933 von Reichspräsident Paul von Hindenburg zum Kanzler einer Koalitionsregierung ernannt worden, in der die Nationalsozialisten deutlich in der Minderheit waren: Außer Hitler gehörten nur Innenminister Wilhelm Frick und Hermann Göring als Minister ohne Geschäftsbereich der NSDAP an. Zahlenmäßig dominierten die konservativen, meist adligen Fachminister, die bereits die Regierungen Papen und Schleicher gebildet hatten, sowie Alfred Hugenberg, der Vorsitzende der DNVP und Franz Seldte von der Veteranenorganisation Stahlhelm, Bund der Frontsoldaten. Sie sollten Hitler „einrahmen“ und dadurch ungefährlich machen. Vizekanzler Franz von Papen freute sich „Wir haben ihn uns engagiert“. Um sich aus der konservativen Umklammerung zu befreien, ließ er am 5. März 1933 den Reichstag neu wählen, verfehlte aber die absolute Mehrheit. Somit blieb er weiter auf seinen konservativen Koalitionspartner angewiesen. Zur Verabschiedung des Gesetzentwurfes bedürfte es einer doppelten Zweidrittelmehrheit: Zwei Drittel der anwesenden Abgeordneten mussten zustimmen, und zwei Drittel der gesetzlichen Mitglieder des Reichstages bei der Abstimmung mussten anwesend sein. Von den 647 Abgeordneten mussten also 432 anwesend sein. SPD und KPD verfügten über 201 Abgeordnete. Um die Gültigkeit der Abstimmung zu verhindern, hätten also neben diesen 201 Abgeordneten lediglich 15 weitere Abgeordnete der Abstimmung fern bleiben müssen (647−216 = 431).

### Vorgehen bei der Gesetzgebung
Die Bindung an die Grundrechte der Weimarer Reichsverfassung hatten die Nationalsozialisten mit der Verordnung des Reichspräsidenten zum Schutz von Volk und Staat am 28. Februar 1933 beseitigt. Um auch die Macht für die Gesetzgebung zu bekommen, planten sie ein Ermächtigungsgesetz, das aber der Zustimmung von zwei Dritteln des Reichstags bedurfte. Bereits am 15. März hatte Innenminister Frick im Kabinett angekündigt, das Gesetz werde „so weit gefaßt sein, daß von jeder Bestimmung der Reichsverfassung abgewichen werden könne“. Von Hitlers konservativen Ministern äußerte einzig Hugenberg Bedenken und schlug vor, die so beschlossenen Gesetze erst nach Zustimmung des Reichspräsidenten in Kraft treten zu lassen. Dies wurde jedoch von Hindenburgs Staatssekretär Otto Meissner als „nicht erforderlich“ zurückgewiesen.
Um zu umgehen, dass eine Abstimmung verhindert werden könnte durch die Abwesenheit von mindestens 15 Abgeordneten, beantragte die Reichsregierung eine Änderung der Geschäftsordnung. Danach sollten auch diejenigen Abgeordneten, die ohne Entschuldigung einer Reichstagssitzung fernblieben, als anwesend gelten. Zu diesen „unentschuldigt“ Fehlenden zählten auch die vorher in „Schutzhaft“ genommenen oder vertriebenen Abgeordneten. Obwohl die SPD ausdrücklich auf die Gefahr des Missbrauchs hinwies, stimmten außer ihr alle Parteien dieser Änderung der Geschäftsordnung zu. Göring und Hitler schafften es, die bürgerlichen Parteien auf ihre Seite zu ziehen – zum einen durch vorangegangene Verhandlungen am 20. März, zum anderen durch eine wirksame Drohkulisse, die die SA durch ihre Präsenz im Saal aufbaute. Die durch Verhaftung, Untertauchen und Flucht bedingte Abwesenheit der KPD-Abgeordneten erhöhte den Druck auf die bürgerlichen Parlamentarier.
Um die bürgerlichen Abgeordneten zu überzeugen, inszenierten die Nationalsozialisten zur Eröffnung des neugewählten Parlaments am 21. März 1933 den Tag von Potsdam: Der Reichstag trat in der Potsdamer Garnisonkirche zusammen, schwarz-weiß-rote Fahnen wehten, Hitler, ganz bürgerlich im Frack, verbeugte sich vor Hindenburg, der seine Uniform trug: Damit sollte der Eindruck erweckt werden, dass die neue Regierung nicht etwas revolutionär Neues darstellte, sondern an die Tradition des Kaiserreichs anknüpfte.

## Inhalt
Vollständiger Text des Ermächtigungsgesetzes, das am 24. März in Kraft trat:
Artikel 1. Reichsgesetze können außer in dem in der Reichsverfassung vorgesehenen Verfahren auch durch die Reichsregierung beschlossen werden. Dies gilt auch für die in den Artikeln 85 Abs. 2 und 87 der Reichsverfassung bezeichneten Gesetze.
Artikel 2. Die von der Reichsregierung beschlossenen Reichsgesetze können von der Reichsverfassung abweichen, soweit sie nicht die Einrichtung des Reichstags und des Reichsrats als solche zum Gegenstand haben. Die Rechte des Reichspräsidenten bleiben unberührt.
Artikel 3. Die von der Reichsregierung beschlossenen Reichsgesetze werden vom Reichskanzler ausgefertigt und im Reichsgesetzblatt verkündet. Sie treten, soweit sie nichts anderes bestimmen, mit dem auf die Verkündung folgenden Tage in Kraft. Die Artikel 68 bis 77 der Reichsverfassung finden auf die von der Reichsregierung beschlossenen Gesetze keine Anwendung.
Artikel 4. Verträge des Reichs mit fremden Staaten, die sich auf Gegenstände der Reichsgesetzgebung beziehen, bedürfen nicht der Zustimmung der an der Gesetzgebung beteiligten Körperschaften. Die Reichsregierung erlässt die zur Durchführung dieser Verträge erforderlichen Vorschriften.
Das bedeutete, dass neue Gesetze nicht mehr verfassungskonform sein mussten, insbesondere die Wahrung der Grundrechte nicht mehr sicherzustellen war, und dass Gesetze neben dem verfassungsmäßigen Verfahren auch allein von der Reichsregierung erlassen werden konnten. Somit erhielt die Exekutive auch legislative Gewalt. Die im ersten Artikel erwähnten Verfassungsartikel 85 Abs. 2 und 87 banden Haushalt und Kreditaufnahme an die Gesetzesform. Durch das Ermächtigungsgesetz konnten also nunmehr der Haushaltsplan und Kreditaufnahmen ohne den Reichstag beschlossen werden.
Die Gültigkeit des Ermächtigungsgesetzes betrug vier Jahre – damit wurde Hitlers Forderung „Gebt mir vier Jahre Zeit und ihr werdet Deutschland nicht wiedererkennen“ verwirklicht.

## Debatte im Parlament

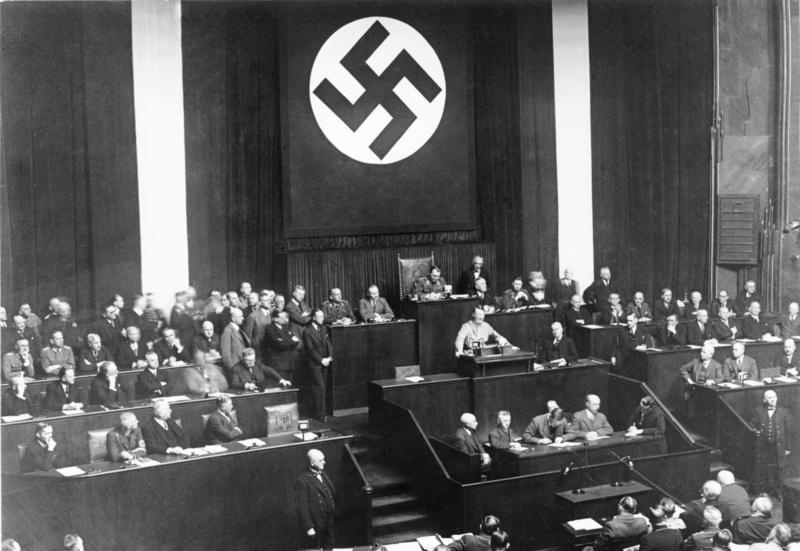
Adolf Hitlers Rede zum Ermächtigungsgesetz (23. März 1933)

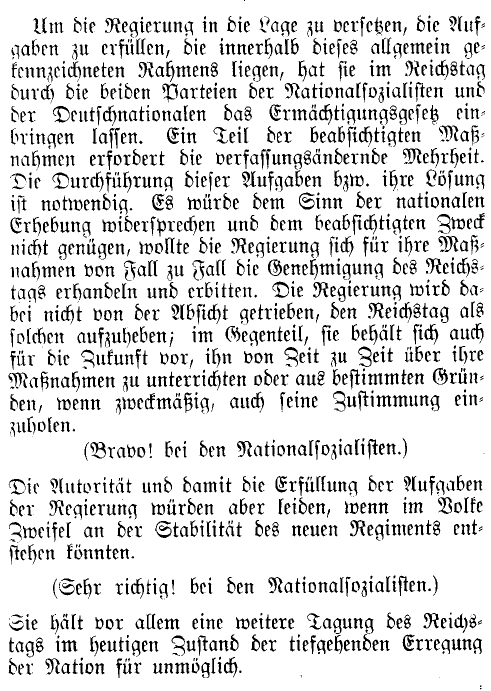
Die Kernpassage aus dem Original-Stenogramm der Reichstagsrede (23. März 1933)

Da das Reichstagsgebäude nach dem Reichstagsbrand nicht benutzt werden konnte, tagte das Parlament am 23. März 1933 in der Krolloper. Das Gebäude wurde von der SS abgesperrt, die an diesem Tag erstmals in größerem Rahmen in Erscheinung trat. Im Inneren standen lange SA-Kolonnen. Als weitere Neuerung hing eine riesige Hakenkreuzfahne hinter dem Podium. Zur Eröffnung hielt Reichstagspräsident Hermann Göring eine Gedenkrede auf Dietrich Eckart.
Dann betrat Hitler im Braunhemd das Podium. Es war seine erste Rede vor dem Reichstag, und viele Abgeordnete sahen ihn überhaupt das erste Mal. Wie in vielen seiner Reden begann er mit der Novemberrevolution und entwarf dann seine Ziele und Absichten. Damit die Regierung die Aufgaben erfüllen könne, habe sie das Ermächtigungsgesetz einbringen lassen.

„Es würde dem Sinn der nationalen Erhebung widersprechen und dem beabsichtigten Zweck nicht genügen, wollte die Regierung sich für ihre Maßnahmen von Fall zu Fall die Genehmigung des Reichstags erhandeln und erbitten.“

Anschließend beschwichtigte er damit, dass dadurch weder der Bestand des Reichstages oder des Reichsrates noch die Existenz der Länder noch die Stellung und die Rechte des Reichspräsidenten gefährdet seien. Erst am Ende seiner Rede drohte Hitler, die Regierung sei auch bereit, Ablehnung und Widerstand entgegenzutreten. Er schloss mit den Worten: „Mögen Sie, meine Herren Abgeordneten, nunmehr selbst die Entscheidung treffen über Frieden oder Krieg“. Es folgten Ovationen und der stehend angestimmte Gesang des Deutschlandliedes.
Prälat Ludwig Kaas, Vorsitzender des katholischen Zentrums, begründete vor dem Reichstag das Ja seiner Partei zum Ermächtigungsgesetz:

„Die gegenwärtige Stunde kann für uns nicht im Zeichen der Worte stehen, ihr einziges, ihr beherrschendes Gesetz ist das der raschen, aufbauenden und rettenden Tat. Und diese Tat kann nur geboren werden in der Sammlung.
Die deutsche Zentrumspartei, die den großen Sammlungsgedanken schon seit langem und trotz aller vorübergehenden Enttäuschung mit Nachdruck und Entschiedenheit vertreten hat, setzt sich zu dieser Stunde, wo alle kleinen und engen Erwägungen schweigen müssen, bewusst und aus nationalem Verantwortungsgefühl über alle parteipolitischen und sonstigen Gedanken hinweg. […]
Im Angesicht der brennenden Not, in der Volk und Staat gegenwärtig stehen, im Angesicht der riesenhaften Aufgaben, die der deutsche Wiederaufbau an uns stellt, im Angesicht vor allem der Sturmwolken, die in Deutschland und um Deutschland aufzusteigen beginnen, reichen wir von der deutschen Zentrumspartei in dieser Stunde allen, auch früheren Gegnern, die Hand, um die Fortführung des nationalen Aufstiegswerkes zu sichern.“

Diese Aussage stand im Widerspruch zu seinem Brief an Reichskanzler Kurt von Schleicher vom 26. Januar 1933, in dem Kaas bestritten hatte, dass ein Staatsnotstand vorliege: Allenfalls könne man von einem Notstand des Regierungssystems sprechen. Aus diesem Grund hatte er Schleichers verfassungsdurchbrechende Notstandspläne abgelehnt, mit denen dieser eine Kanzlerschaft Hitlers hatte verhindern wollen. Intern aber gab Hitlers Drohung mit Gewalt den Ausschlag für Brüning und den ehemaligen Reichskanzler Joseph Wirth. Der erklärte, er befürchte „bei Ablehnung den Ausbruch der Nazirevolution und blutige Anarchie“. Deshalb stimmte auch er für das Ermächtigungsgesetz.

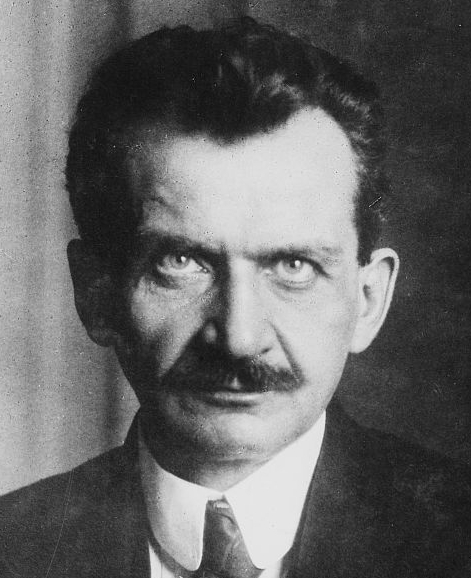
Otto Wels, SPD-Vorsitzender und Reichstagsabgeordneter

Für die sozialdemokratische Fraktion begründete der SPD-Vorsitzende Otto Wels die strikte Ablehnung der Gesetzesvorlage; er sprach die letzten freien Worte im Deutschen Reichstag:

„Freiheit und Leben kann man uns nehmen, die Ehre nicht.
Nach den Verfolgungen, die die Sozialdemokratische Partei in der letzten Zeit erfahren hat, wird niemand von ihr billigerweise verlangen und erwarten können, daß sie für das hier eingebrachte Ermächtigungsgesetz stimmt. Die Wahlen vom 5. März haben den Regierungsparteien die Mehrheit gebracht und damit die Möglichkeit gegeben, streng nach Wortlaut und Sinn der Verfassung zu regieren. Wo diese Möglichkeit besteht, besteht auch die Pflicht. Kritik ist heilsam und notwendig. Niemals noch, seit es einen Deutschen Reichstag gibt, ist die Kontrolle der öffentlichen Angelegenheiten durch die gewählten Vertreter des Volkes in solchem Maße ausgeschaltet worden, wie es jetzt geschieht, und wie es durch das neue Ermächtigungsgesetz noch mehr geschehen soll. Eine solche Allmacht der Regierung muß sich um so schwerer auswirken, als auch die Presse jeder Bewegungsfreiheit entbehrt.
[…] Wir deutschen Sozialdemokraten bekennen uns in dieser geschichtlichen Stunde feierlich zu den Grundsätzen der Menschlichkeit und Gerechtigkeit, der Freiheit und des Sozialismus. Kein Ermächtigungsgesetz gibt Ihnen die Macht, Ideen, die ewig und unzerstörbar sind, zu vernichten. […] Auch aus neuen Verfolgungen kann die deutsche Sozialdemokratie neue Kraft schöpfen.
Wir grüßen die Verfolgten und Bedrängten. Wir grüßen unsere Freunde im Reich. Ihre Standhaftigkeit und Treue verdienen Bewunderung. Ihr Bekennermut, ihre ungebrochene Zuversicht verbürgen eine hellere Zukunft.“

Nach diesen Worten begannen die nationalsozialistischen Abgeordneten zu randalieren. In ihrem Geschrei und höhnischen Gelächter ging der Applaus der Sozialdemokraten unter. Hitler betrat erneut das Rednerpult. Hasserfüllt und immer wieder von stürmischem Beifall seiner Anhänger unterbrochen sprach er der Sozialdemokratie den Anspruch auf nationale Ehre und Recht ab und hielt Wels unter Anspielung auf dessen Worte die Verfolgungen vor, die die Nationalsozialisten in den 14 Jahren seit 1919 erlitten hätten. Die Nationalsozialisten seien die wahren Fürsprecher der deutschen Arbeiter: „Ich will auch gar nicht, dass Sie dafür stimmen. Deutschland soll frei werden, aber nicht durch Sie!“
Das Sitzungsprotokoll vermerkte langandauernde Heil-Rufe und Beifallskundgebungen bei den Nationalsozialisten und auf den Tribünen, Händeklatschen bei den Deutschnationalen sowie stets einsetzenden stürmischen Beifall und Heil-Rufe. Joseph Goebbels notierte dazu in seinem Tagebuch (24. März 1933):

„Man sah niemals, daß einer so zu Boden geworfen und erledigt wurde wie hier. Der Führer spricht ganz frei und ist groß in Form. Das Haus rauscht vor Beifall, Gelächter, Begeisterung und Applaus. Es wird ein Erfolg ohnegleichen.“

## Auseinandersetzung im Zentrum
Aufgrund der Änderung der Geschäftsordnung bei Abstimmungen des Reichstags über das Ermächtigungsgesetz hing die nötige Zweidrittelmehrheit nur noch vom Verhalten des Zentrums und der Bayerischen Volkspartei (BVP) ab.
Die Verhandlungen mit den Nationalsozialisten im Vorfeld der Reichstagssitzung hatten die Zentrumsfraktion einer Zerreißprobe ausgesetzt. Viele Abgeordnete hatten persönliche Drohungen gegen sich oder ihre Familien erhalten und standen unter dem Schock der Verhaftung der kommunistischen Abgeordneten und unter dem Eindruck der Drohungen der im Sitzungssaal aufmarschierten SA- und SS-Männer, von denen die Abgeordneten mit Sprechchören begrüßt wurden: „Wir fordern das Ermächtigungsgesetz – sonst gibt’s Zunder.“ Der ehemalige SPD-Reichstagsabgeordnete Fritz Baade schrieb 1948:

„Wenn man […] das ganze Zentrum nicht durch physische Bedrohung gezwungen hätte, für dieses Ermächtigungsgesetz zu stimmen, wäre auch in diesem Reichstag keine Mehrheit zustande gekommen. Ich entsinne mich, daß Abgeordnete der Zentrumsfraktion […] nach der Abstimmung weinend zu mir kamen und sagten, sie seien überzeugt gewesen, dass sie ermordet worden wären, wenn sie nicht für das Ermächtigungsgesetz gestimmt hätten.“

Prälat Ludwig Kaas, Vorsitzender des Zentrums und Reichstagsabgeordneter

Schließlich setzte sich der Parteivorsitzende Kaas, Verfechter einer autoritären nationalen Sammlungspolitik, gegen die Minderheit um Heinrich Brüning und Adam Stegerwald durch. Kaas vertrat die Meinung, dass ein Widerstand des Zentrums an der Herrschaft Hitlers als politischer Realität nichts ändern werde. Man werde lediglich die Chance auf die Einhaltung der von Hitler zugesicherten Garantien verspielen. Denn Hitler hatte ja Folgendes zugesichert:
- Fortbestand der obersten Verfassungsorgane und der Länder,
- Sicherung des christlichen Einflusses in Schule und Erziehung,
- Respektierung der Länderkonkordate und der Rechte der christlichen Konfessionen,
- Unabsetzbarkeit der Richter,
- Ausdrückliche Beibehaltung des Reichstags und des Reichsrats,
- Wahrung der Stellung und der Rechte des Reichspräsidenten.[21]

In Vorgesprächen mit Hitler hatten Zentrumsabgeordnete sich grundsätzlich einverstanden erklärt, sofern ein „kleines Gremium“ eingerichtet würde, das fortlaufend über die Gesetzesvorhaben unterrichtet werden würde, die über das Ermächtigungsgesetz in Kraft gesetzt werden sollten. Hitler hatte sich einverstanden gezeigt und Kaas zusätzlich versprochen, seine Zusagen auch schriftlich zu geben. Noch während der Reichstagssitzung baten die Zentrumsabgeordneten immer dringlicher, ihnen dieses zugesagte Schriftstück zukommen zu lassen, doch Hitler dachte gar nicht daran. Als man zur Abstimmung rief, mussten sie sich auf sein bloßes Wort verlassen.
Die Haltung des Zentrums ist auch im Kontext des Kulturkampfes zu sehen, den Otto von Bismarck in den 1870er Jahren gegen die römisch-katholische Kirche in Deutschland geführt hatte. Die Katholiken hatten die von ihnen abgelehnte Einführung der Alleingültigkeit der Zivilehe und der staatlichen Schulaufsicht nicht verhindern können. Darüber hinaus würden gemäß Kaas weite Teile der Partei ein besseres Verhältnis zur NSDAP wünschen und seien kaum noch daran zu hindern, in das Lager Hitlers zu wechseln. Wichtiger waren aber die Angst vor Kommunismus und Revolution – aus diesen Gründen wandte sich der politische Katholizismus auch außerhalb Deutschlands in den 1930er Jahren von der Demokratie ab und favorisierte autoritäre Lösungen.
Im Anschluss an seine Rede folgte die Begründung der Bayerischen Volkspartei durch den Abgeordneten Ritter von Lex. Sowohl die Abgeordneten des Zentrums als auch die der BVP stimmten ohne Ausnahme für das Ermächtigungsgesetz. Die Zentrumspartei forderte von ihren Reichstagsabgeordneten Fraktionsdisziplin ein, daher stimmten alle für das Ermächtigungsgesetz. Der Theologe Hubert Wolf sieht hier eine allgemeine Annäherung zwischen den Nationalsozialisten und der katholischen Kirche in Deutschland; in diesem Rahmen erfolgte auch einige Wochen später der Abschluss des Reichskonkordats, bei dem der inzwischen dauerhaft nach Rom übersiedelte Zentrums-Vorsitzende Kaas nunmehr die vatikanische Seite vertrat. Eine konkrete Absprache zwischen den Nationalsozialisten und dem Vatikan zu einer Verbindung zwischen dem Ermächtigungsgesetz und dem Reichskonkordat (Junktim-These) scheint aber nicht existiert zu haben.

## Verhalten der Liberalen
Die fünf Abgeordneten (Hermann Dietrich, Theodor Heuss, Heinrich Landahl, Ernst Lemmer, Reinhold Maier) der Deutschen Staatspartei (DStP) waren sich anfangs uneins, folgten dann aber alle der Mehrheit von drei Abgeordneten, die trotz Bedenken zustimmen wollten. Die Begründung der Fraktion trug der Abgeordnete Maier vor:

„Wir fühlen uns in den großen nationalen Zielen durchaus mit der Auffassung verbunden, wie sie heute vom Herrn Reichskanzler vorgetragen wurde […]. Wir verstehen, dass die gegenwärtige Reichsregierung weitgehende Vollmachten verlangt, um ungestört arbeiten zu können […]. Im Interesse von Volk und Vaterland und in der Erwartung einer gesetzmäßigen Entwicklung werden wir unsere ernsten Bedenken zurückstellen und dem Ermächtigungsgesetz zustimmen.“

In den internen Beratungen der DStP-Fraktion spielte auch das Argument eine Rolle, dass die legale Diktatur ja offenkundig von der Mehrheit gewünscht war und somit einer illegalen Diktatur vorzuziehen wäre, die bei Ablehnung drohte. Zudem war die Haltung der Liberalen von der Sorge um Parteimitglieder bestimmt, die Beamte waren: Würden sie gegen das Ermächtigungsgesetz stimmen, könnten ihnen Repressalien bis hin zur Entlassung aus dem Dienst drohen. Tatsächlich aber hatten im März 1933 bereits viele Staatsbedienstete ihr DStP- oder DVP-Parteibuch gegen eines der NSDAP eingetauscht (die so genannten Märzgefallenen).

## Abstimmung
| Partei | Sitze | Anteil | Zustimmung   | Ablehnung   |
| --- | ----- | ------ | ------------ | ----------- |
| NSDAP | 288   | 44,5 % | 288          | 0           |
| DNVP | 52    | 8,0 %  | 52           | 0           |
| Zentrum | 73    | 11,3 % | ¹) 72        | 0           |
| BVP | 19    | 2,9 %  | 19           | 0           |
| DStP | 5     | 0,8 %  | 5            | 0           |
| CSVd | 4     | 0,6 %  | 4            | 0           |
| DVP | 2     | 0,3 %  | ²) 1         | 0           |
| Bauernpartei | 2     | 0,3 %  | 2            | 0           |
| Landbund | 1     | 0,2 %  | 1            | 0           |
| SPD | 120   | 18,5 % | 0            | ³) 94       |
| KPD | 81    | 12,5 % | 0            | ⁴) 0        |
| Gesamt | 647   | 100 %  | 444 (68,6 %) | 94 (14,5 %) |
| ¹) Ein Abgeordneter war entschuldigt. ²) Ein Abgeordneter war krank. ³) 26 Abgeordnete waren nicht anwesend, da inhaftiert oder geflüchtet. ⁴) Alle Abgeordneten waren nicht anwesend, weil bereits verhaftet oder auf der Flucht. |       |        |              |             |

Nach der Ausschaltung der KPD, „denen im übrigen die Mandate durch Verordnung entzogen worden sind“, stimmte allein die SPD (94 Stimmen) im Reichstag gegen das Gesetz. 109 Abgeordnete verschiedener Fraktionen nahmen nicht an der Abstimmung teil:
- 26 Abgeordnete der SPD waren inhaftiert oder geflohen.
- 81 Abgeordnete der KPD (die gesamte Fraktion) wurden vor der Abstimmung widerrechtlich verhaftet oder waren geflüchtet und untergetaucht.
- Zwei weitere Abgeordnete waren erkrankt bzw. entschuldigt.[34]

Ausweislich des amtlichen Protokolls wurden insgesamt 538 gültige Stimmen abgegeben, die 94 anwesenden SPD-Abgeordneten stimmten mit „Nein“. Alle anderen Abgeordneten (insgesamt 444) stimmten für das Gesetz. Entweder geschah dies aus Überzeugung oder aus Sorge um ihre persönliche Sicherheit und die Sicherheit ihrer Familien, aber auch, weil sie sich dem Fraktionszwang ihrer Partei beugten. Prominente Beispiele, die trotz Vorbehalten und u. a. persönlichen Enthaltungserklärungen zum Ermächtigungsgesetz zustimmten, waren der spätere Bundespräsident Theodor Heuss (Deutsche Staatspartei), der spätere Bundesminister und CDU-Politiker Ernst Lemmer und der erste Ministerpräsident von Baden-Württemberg Reinhold Maier (DStP). Als Göring das Abstimmungsergebnis bekannt gab, stürmten die NSDAP-Abgeordneten nach vorn und sangen das Horst-Wessel-Lied.
Da bereits alle deutschen Länder von Nationalsozialisten beherrscht waren, billigte der Reichsrat das Gesetz noch am selben Abend einstimmig. Am folgenden Tag, dem 24. März, wurde das Gesetz zur Behebung der Not von Volk und Reich im Reichsgesetzblatt veröffentlicht und trat somit in Kraft (Art. 5 Satz 1).

## Folgen und Ausblick
Das Ermächtigungsgesetz beseitigte den Rechts- und Verfassungsstaat in Deutschland. Das „Gesetz zur Wiederherstellung des Berufsbeamtentums“ vom 7. April 1933 führte zur Entlassung bzw. Zwangspensionierung jüdischer und linker Beamter. Das Eigentum der Gewerkschaften wurde unmittelbar nach dem 1. Mai, dem „Tag der Arbeit“, eingezogen, und noch am gleichen Tag, dem 2. Mai 1933, wurden die Gewerkschaftsführer verhaftet. Schließlich wurden zwischen Mai und Juli nacheinander alle politischen Parteien außer der NSDAP verboten (abgesehen von SPD und KPD lösten sich alle anderen Parteien freiwillig auf, darunter auch die mit der NSDAP koalierende DNVP). Zuvor waren bereits alle Gemeinden und Teilstaaten des Landes „gleichgeschaltet“ worden, d. h. man hatte die föderale Gliederung des demokratischen Staates durch die zentralistische Diktatur der Reichsregierung ersetzt. Durch das Gesetz über den Neuaufbau des Reichs vom 30. Januar 1934 wurde die Gleichschaltung der Länder vollendet.
Per Gesetz vom 1. Dezember wurde schließlich die „Einheit von Staat und Partei“ verkündet. Der nunmehr ganz von der NSDAP beherrschte Reichstag trat in den folgenden Jahren bis 1945 nur noch wenige Male zusammen; fast alle neuen Gesetze wurden von der Reichsregierung bzw. von Hitler selbst erlassen. Viele der Betroffenen hatten sich bis zuletzt Illusionen über die ab dann herrschende Unterdrückung gemacht.
Das Ermächtigungsgesetz wurde zum Schlüsselgesetz für die Gleichschaltung Deutschlands auf allen Ebenen. Gesetzgebungsverfahren des Reichstags wurden bald selten; auch die Gesetzgebung durch die Reichsregierung ging immer mehr zurück (im deutschen Reichsgesetzblatt sind die auf der Grundlage von Ermächtigungsgesetzen erlassenen Gesetze an der Eingangsformel „Die Reichsregierung hat das folgende Gesetz beschlossen“ zu erkennen). Spätestens nach Kriegsbeginn wurden die Gesetze durch Verordnungen und schließlich durch Führerbefehle ersetzt, was zu erheblicher Rechtsunsicherheit führte, da die zahlreichen Führerbefehle nicht immer ordnungsgemäß verkündet wurden und sich oft widersprachen.
Das Gesetz wurde vom nationalsozialistischen Reichstag am 30. Januar 1937 um weitere vier Jahre bis zum 1. April 1941 sowie am 30. Januar 1939 bis zum 10. Mai 1943 verlängert. Am selben Tag bestimmte Hitler mittels Erlass die fortdauernde Geltung der Befugnisse aus dem Ermächtigungsgesetz ohne Befristung. Um einen Anschein von Legitimität zu bewahren, heißt es dort am Ende: „Ich [der Führer] behalte mir vor, eine Bestätigung […] durch den Großdeutschen Reichstag herbeizuführen.“ Mit dem Beschluss des Großdeutschen Reichstags vom 26. April 1942 war Hitler allerdings bereits mit uneingeschränkten Machtbefugnissen ausgestattet worden.
Am 20. September 1945 wurde das Ermächtigungsgesetz durch das Kontrollratsgesetz Nr. 1 betreffend die Aufhebung von NS-Recht des Alliierten Kontrollrats formal aufgehoben.